# Melanargia amarginata
Melanargia amarginata är en fjärilsart som beskrevs av Metzger 1897. Melanargia amarginata ingår i släktet Melanargia och familjen praktfjärilar. Inga underarter finns listade i Catalogue of Life.